# Roodvleugelparkiet
De roodvleugelparkiet (Aprosmictus erythropterus) is een kleurrijke vogel uit de familie van de Psittaculidae (papegaaien van de Oude Wereld), die voorkomt in Australië en Nieuw-Guinea.

## Beschrijving
De roodvleugelparkiet is gemiddeld 30 tot 33 cm lang. Het mannetje is glanzend lichtgroen met opvallende, helderrode schouders en zwarte veren op de mantel overgaand in hemelsblauwe veren op de rug. Het vrouwtje is grasgroen, met een veel kleinere rode vlek op de vleugel en een blauwe stuit. Zowel mannetje als vrouwtje hebben een roodachtige snavel.

## Leefwijze
Ze leven bij voorkeur in eucalyptusbossen en eten graag de zaden van de eucalyptus en acacia's. In de kustgebieden komen ze ook voor in cultuurgebied. Ze voeden zich met vruchten, nectar en in mindere mate met insecten en larven.

### Voortplanting
Buiten de broedtijd leven de roodvleugelparkieten in groepen, maar in de broedperiode zonderen de gevormde paartjes zich af om te nestelen. Het nest van de roodvleugelparkiet bevindt zich in een holle boom. Het uiteindelijke nest kan soms wel meters onder de ingang van het hol liggen. Er worden drie tot zes eieren gelegd, die in drie weken tijd worden uitgebroed. Hij kan 25 tot 30 jaar oud worden.

## Verspreiding en leefgebied
De roodvleugelparkiet komt voor in het zuiden van Nieuw-Guinea en noorden van West-Australië en het Noordelijk Territorium, bijna in heel Queensland en in het noorden van New South Wales en het uiterste noordoosten van Zuid-Australië. Het is een algemene vogel, hier en daar zelfs talrijk voorkomende soort parkiet.
De soort telt twee ondersoorten:
- A. e. coccineopterus: noordelijk Australië en zuidelijk Nieuw-Guinea.
- A. e. erythropterus: het oostelijke deel van Centraal-Australië.

## Status
De roodvleugelparkiet heeft een enorm groot verspreidingsgebied en daardoor alleen al is de kans op uitsterven uiterst gering. De grootte van de populatie is niet gekwantificeerd; de aantallen nemen toe. Om deze redenen staat deze parkiet als niet bedreigd op de Rode Lijst van de IUCN.

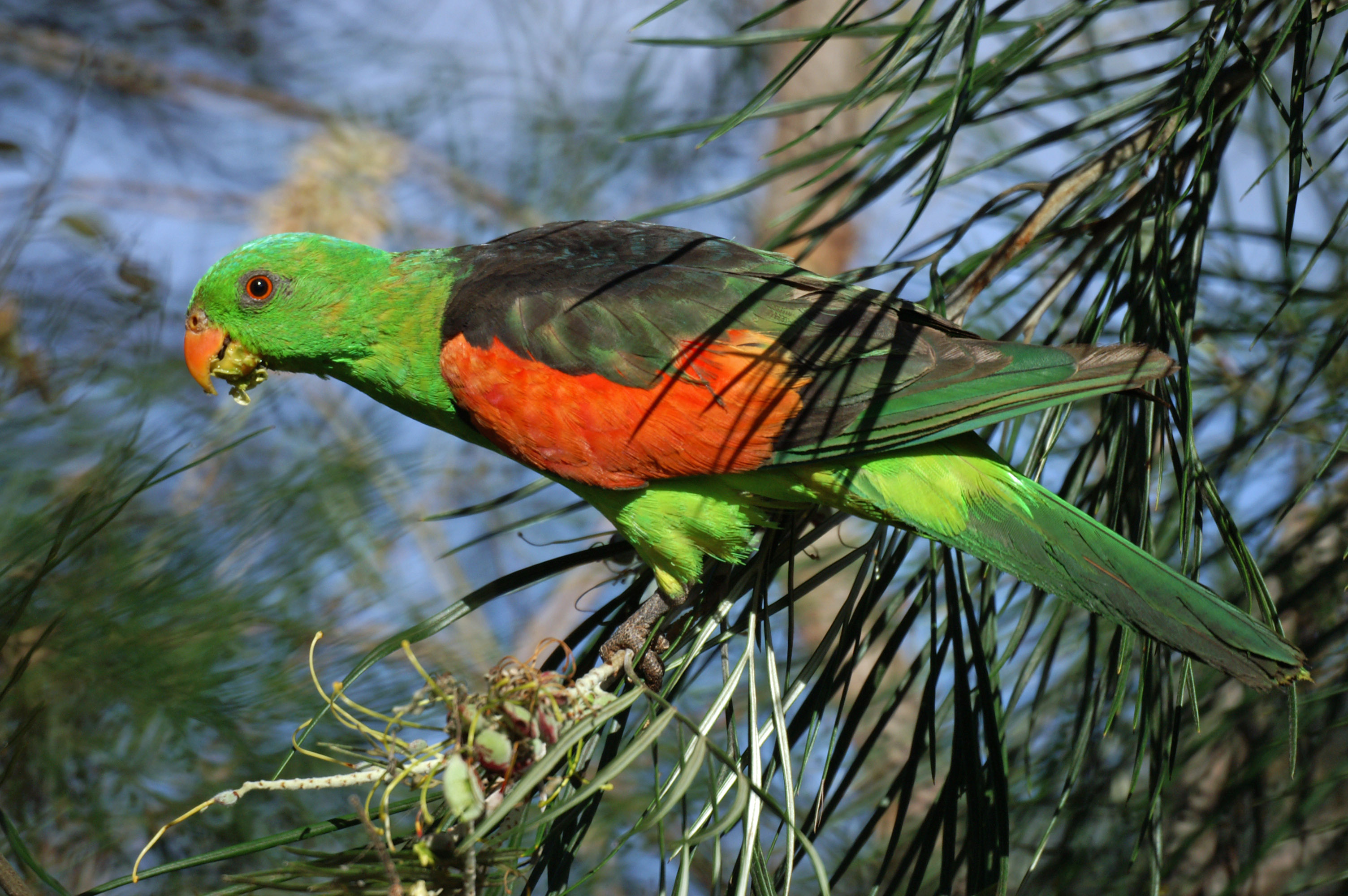
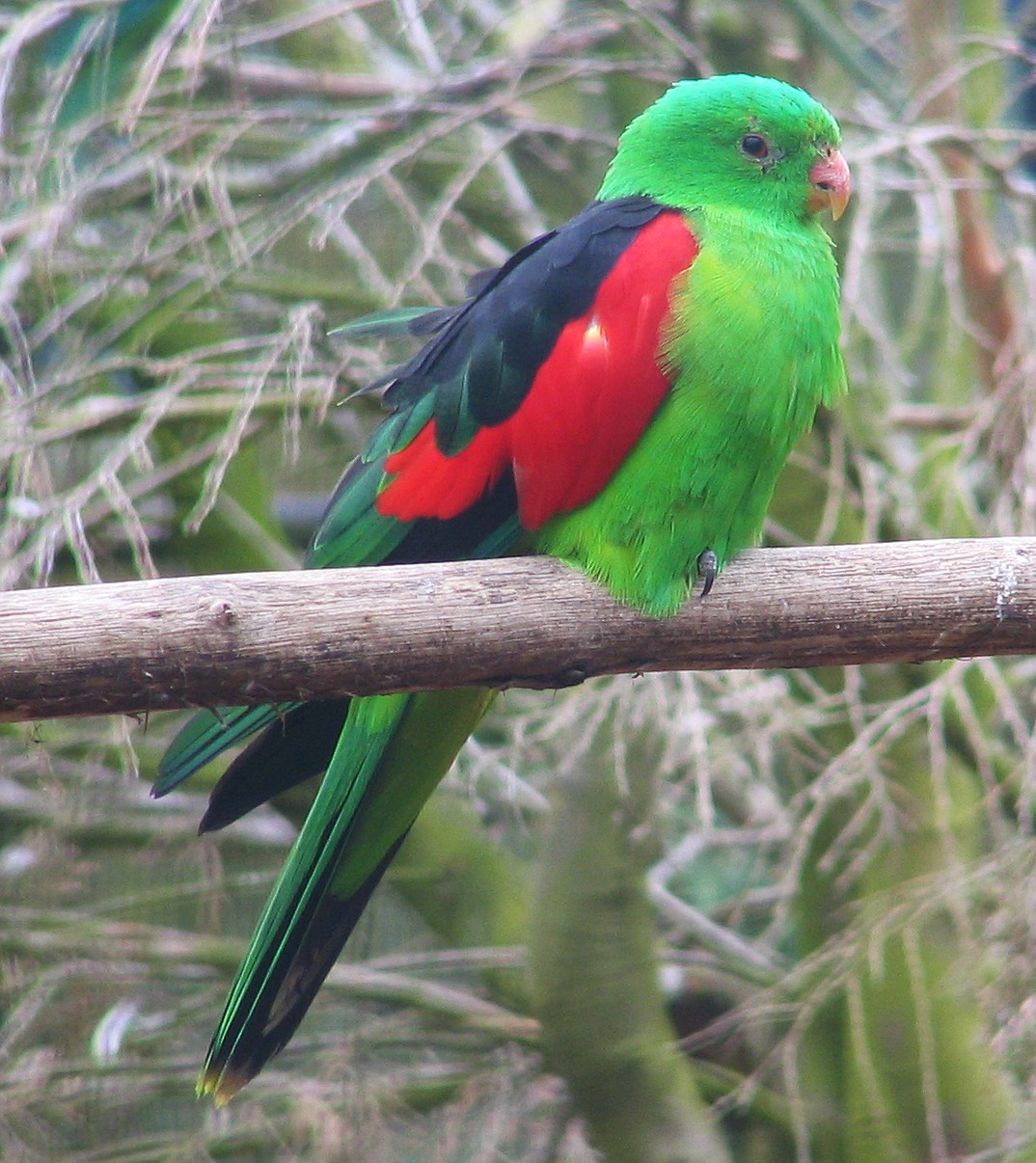
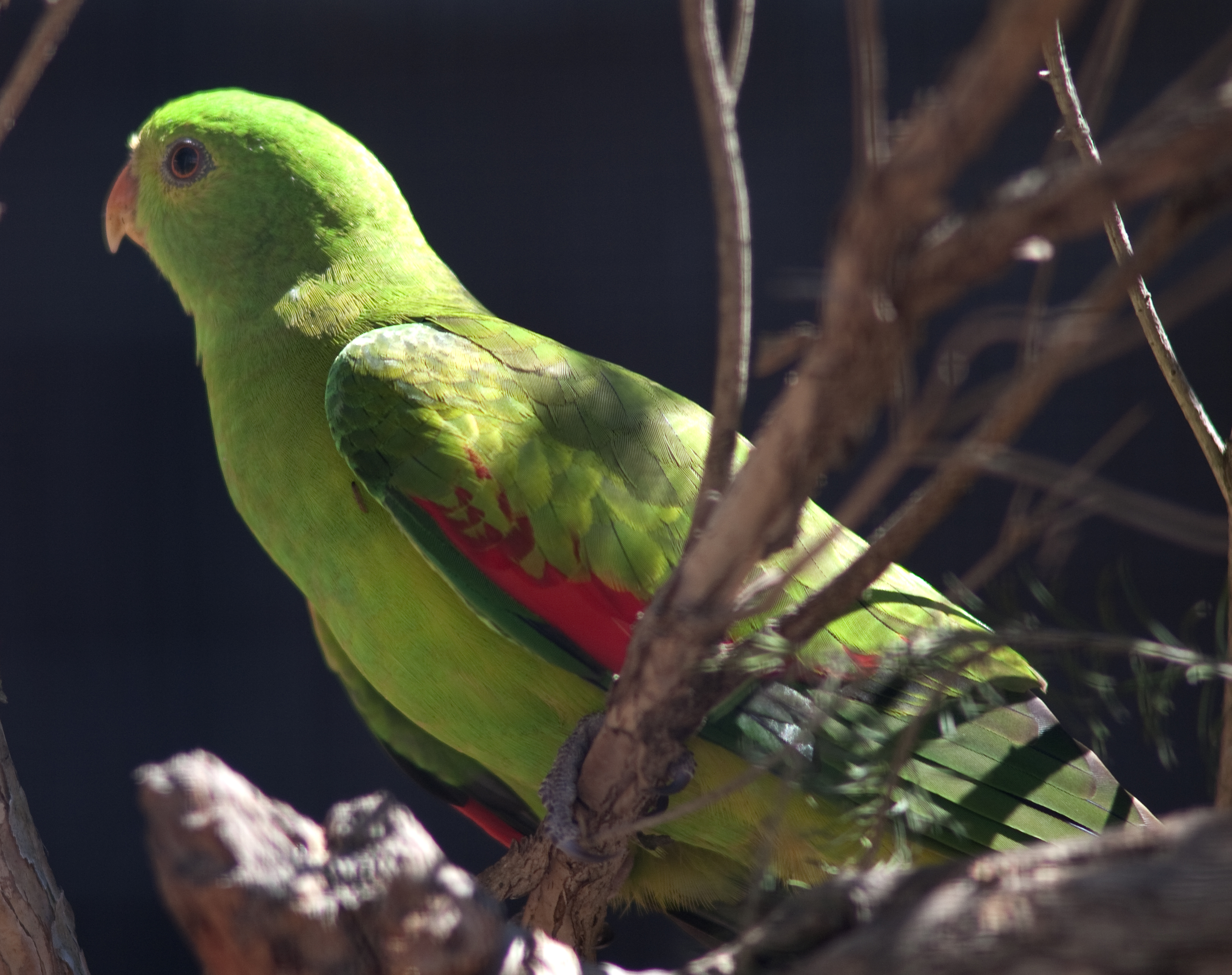
Vrouwtje
- Video uit Carpet Springs, Zuidwest Queensland